# Suchowola (powiat staszowski)
Suchowola – wieś w Polsce położona w województwie świętokrzyskim, w powiecie staszowskim, w gminie Osiek.
Wierni Kościoła rzymskokatolickiego należą do parafii św. Stanisława w Osieku.
W latach 1975–1998 miejscowość należała administracyjnie do województwa tarnobrzeskiego. Przez wieś biegną dwie drogi powiatowe nr 42319 (0795T – Osiek – Suchowola) i nr 42386 (0850T – Wiązownica Duża – Suchowola); oraz trzy inne drogi gminne źle zewidencjonowane (tj. Suchowola – Osiek, Suchowola przez wieś, Suchowola Południowa – Osiek). Poza tym fragment linii kolejowej nr 70 ze stacji Strzegomek do stacji Osiek Staszowski.
Mieszkańcy zajmują się w większości rolnictwem, głównie uprawą pomidorów.
Przez Suchowole przepływa strumień Zawidzianka.

## Historia
Pierwsza wzmianka o Suchowoli pochodzi z czasów Jana Długosza (wtedy to: we fragmencie o parafii Wiązownica z jego Liber Beneficiorum... (1470–1480), czytamy m.in. że „...Proboszcz ma rolę i prawo karczowania lasu, o ile będzie chciał, do samej granicy. Posiada też na Kukadle rolę z lasem. Ma też Kokoszkową rolę z lasem, aż do granicy Sucha «czyli Sucha Wola», tudzież łąkę z lasem zwanym Zapusta olszowa, aż do rzeki Wiązownicy...”)... W dokumentach Sucha, Suha, Szucha, Szuha, Sucha Wola (też Wola Sucha, Wolia Sucha, czy Wolya Suha) i Suchawola,,.

Archidiaconatus Sandomiriensis. (...) Ecclesia parochialis Sancti Pauli extra muros Sandomirienses. (...) Parochia W y, a z o w n y c z a.
Sucha Wola, villa sub parochial de Osiek. (...) alias Szucha (Sucha) villa...
...Item habet arvum alias nywa, qui dicitur K o k o s z k o w a n y w a cum sylva, quae tenditur usque ad limites villae S u c h a...,.

Jan Długosz, Liber beneficiorum dioecesis Cracoviensis, tomus II.

Według regestru poborowego z 1578 roku Szuha (czyli Sucha, w domyśle Wola) jest wsią królewską (tzw. królewszczyzną) z 56 osadnikami na 22½ łanach powierzchni, nadto ma 2 zagrodników z rolą, 4 komorników (w domyśle z bydłem), 7 ubogich (biedaków, czyli komorników bez bydła) oraz 3 rzemieślników.

II. Palatinatus Sandomiriensis. 1. Districtus Sandomiriensis an. 1578. Par. Osziek.
Szuha (dziś Sucha, tj. w 1886 r.), regalis, col. 56 in lan. 22½, hort. c. argo 2, inq. 4, paup. 7, artif. 3,.

Adolf Pawiński, Małopolska, t. III.

Wieś wymieniana w Słowniku geograficznym Królestwa Polskiego i innych krajów słowiańskich pod koniec XIX wieku.
77

SUCHAWOLA, wieś i folwark, powiat sandomierski, gmina i parafia Osiek, odległość od Sandomierza 31 wiorst; posiada szkołę początkową, cegielnię, 122 domy, 675 mieszkańców, 1 428 mórg (ziemi) dworskiej, 2 452 mórg (ziemi) włościańskiej. W 1827 roku 108 domów, 557 mieszkańców. Folwark Suchawola stanowi majorat rządowy.

Bronisław Chlebowski, Słownik geograficzny Królestwa Polskiego..., t. XI.

Na podstawie ww. informacji z 1890 roku – Suchawola, to wieś i folwark w ówczesnym powiecie sandomierskim, w ówczesnej gminie i parafii Osiek. Leży w odległości 31 wiorst od Sandomierza. Posiada szkołę początkową oraz cegielnię. Ma 122 domów, 675 mieszkańców, 1 428 morgi ziemi dworskiej i 2 452 morgi ziemi włościańskiej. W 1827 roku było tu 108 domów i 557 mieszkańców. Folwark Suchawola stanowi integralną część majoratu rządowego Osiek.
W 1886 roku parafia Osiek należy do dekanatu sandomierskiego i liczy 3 895 dusz. Z kolei gmina Osiek, z urzędem we wsi Osieczko, miała 6 070 mieszkańców, i rozległości 17 916 mórg, w tym ziemi dworskiej 6 525 mórg. Sądem okręgowym dla gminy był ówczesny III Sąd Okręgowy w Łoniowie; z kolei stacja pocztowa znajdowała się w Staszowie. W skład gminy wchodziły wówczas (jeszcze) następujące wioski: Bukowa, Długołęka, Dzięki, Lipnik, Łęg, Osieczko, Osiek, Pliskowola, Strzegom i Suchowola.
Współcześnie w ujęciu Piotra Barańskiego w jego książce Miasto i Gmina Osiek z 1999 roku.

W gminie. (...) Suchowola.
Wieś wymieniona w rejestrze podatkowym z 1629 roku. Źródła kościelne wskazują na jej przynależność do parafii Osiek już w wieku XV. „Słownik Geograficzny Królestwa Polskiego” podaje, że w 1854 roku Suchowola należała do gminy Osiek.
Wieś położona na słabych glebach piaszczystych, umiejscowionych na ile z domieszką margla. W Osieku istniał wapiennik (piec do wypalania wapna), do którego surowiec pobierano z Suchowoli. Sama nazwa Sucha zapewne powiązana jest z tym, że w okresie lata występowały tutaj duże okresy suszy, co wpływało na mniejsze urodzaje. W czasie wojny wielu mieszkańców działało w ruchu oporu. Wieś rozciąga się na długości około 6 km. Po Pliskowoli ma największą liczbę mieszkańców. Znajduje się tutaj ponad 120 obiektów budownictwa wiejskiego, które mogłyby stanowić ekspozycję muzealną. Domy mieszkalne, stodoły, obory, studnie (żurawie).
Po wojnie znajdowała się tutaj siedziba Gromadzkiej Rady Narodowej. Wieś była biedna, dopiero praca w kopalni siarki i innych zakładach przyniosła zmiany w życiu społeczności. Pieniądze zarobione w zakładach szły na rozbudowę. Budowano nowoczesne domy mieszkalne, obory i stodoły. Młodzież po ukończeniu szkoły podstawowej kształciła się dalej, kończąc studia. Do zmian społecznych na wsi należy zaliczyć fakt, że wielu mieszkańców wykorzystuje nowe szanse w rolnictwie i masowo uprawia warzywa (pomidory, ogórki). W ostatnim okresie do wsi doprowadzono wodę, telefony i utwardzono nawierzchnię drogi południowej i północnej.
Malownicze położenie osady, mnogość starej, pamiętającej międzywojenne, zabudowy, sielskość pejzaży, tworzą z Suchowoli miejsce szczególne. U rozwidlenia dróg wznosi się przydrożny, nowy krzyż ustawiony na cokole pokrytym napisem fundacyjnym z datą 1871 r.

Piotr Barański, Miasto i Gmina Osiek.

## Demografia
Współczesna struktura demograficzna wioski Suchowola na podstawie danych z lat 1995-2009 według roczników GUS, z prezentacją danych z 2002 roku:

| WYSZCZEGÓLNIENIE | WYSZCZEGÓLNIENIE | WYSZCZEGÓLNIENIE | WYSZCZEGÓLNIENIE | WYSZCZEGÓLNIENIE | J. m.       | POPULACJA MIESZKAŃCÓW (w przedziałach wiekowych w 2002 roku) | POPULACJA MIESZKAŃCÓW (w przedziałach wiekowych w 2002 roku) | POPULACJA MIESZKAŃCÓW (w przedziałach wiekowych w 2002 roku) | POPULACJA MIESZKAŃCÓW (w przedziałach wiekowych w 2002 roku) | POPULACJA MIESZKAŃCÓW (w przedziałach wiekowych w 2002 roku) | POPULACJA MIESZKAŃCÓW (w przedziałach wiekowych w 2002 roku) | POPULACJA MIESZKAŃCÓW (w przedziałach wiekowych w 2002 roku) | POPULACJA MIESZKAŃCÓW (w przedziałach wiekowych w 2002 roku) | POPULACJA MIESZKAŃCÓW (w przedziałach wiekowych w 2002 roku) | POPULACJA MIESZKAŃCÓW (w przedziałach wiekowych w 2002 roku) |
| WYSZCZEGÓLNIENIE | WYSZCZEGÓLNIENIE | WYSZCZEGÓLNIENIE | WYSZCZEGÓLNIENIE | WYSZCZEGÓLNIENIE | J. m.       | OGÓŁEM                                                       | 0-9                                                          | 10-19                                                        | 20-29                                                        | 30-39                                                        | 40-49                                                        | 50-59                                                        | 60-69                                                        | 70-79                                                        | 80+                                                          |
| ---------------- | ---------------- | ---------------- | ---------------- | ---------------- | ----------- | ------------------------------------------------------------ | ------------------------------------------------------------ | ------------------------------------------------------------ | ------------------------------------------------------------ | ------------------------------------------------------------ | ------------------------------------------------------------ | ------------------------------------------------------------ | ------------------------------------------------------------ | ------------------------------------------------------------ | ------------------------------------------------------------ |
| I.               | OGÓŁEM           | OGÓŁEM           | OGÓŁEM           | OGÓŁEM           | os.         | 1 084                                                        | 133                                                          | 199                                                          | 174                                                          | 125                                                          | 129                                                          | 105                                                          | 96                                                           | 84                                                           | 39                                                           |
| I.               | –                | odsetek          | odsetek          | odsetek          | %           | 100                                                          | 12,3                                                         | 18,3                                                         | 16,1                                                         | 11,5                                                         | 11,9                                                         | 9,7                                                          | 8,9                                                          | 7,7                                                          | 3,6                                                          |
| I.               | 1.               | WEDŁUG PŁCI      | WEDŁUG PŁCI      | WEDŁUG PŁCI      | WEDŁUG PŁCI | WEDŁUG PŁCI                                                  | WEDŁUG PŁCI                                                  | WEDŁUG PŁCI                                                  | WEDŁUG PŁCI                                                  | WEDŁUG PŁCI                                                  | WEDŁUG PŁCI                                                  | WEDŁUG PŁCI                                                  | WEDŁUG PŁCI                                                  | WEDŁUG PŁCI                                                  | WEDŁUG PŁCI                                                  |
| I.               | 1.               | A.               | Mężczyzn         | Mężczyzn         | os.         | 538                                                          | 58                                                           | 98                                                           | 92                                                           | 71                                                           | 74                                                           | 53                                                           | 44                                                           | 34                                                           | 14                                                           |
| I.               | 1.               | A.               | –                | odsetek          | %           | 49,6                                                         | 5,4                                                          | 9                                                            | 8,5                                                          | 6,5                                                          | 6,8                                                          | 4,9                                                          | 4,1                                                          | 3,1                                                          | 1,3                                                          |
| I.               | 1.               | B.               | Kobiet           | Kobiet           | os.         | 546                                                          | 75                                                           | 101                                                          | 82                                                           | 54                                                           | 55                                                           | 52                                                           | 52                                                           | 50                                                           | 25                                                           |
| I.               | 1.               | B.               | –                | odsetek          | %           | 50,4                                                         | 6,9                                                          | 9,3                                                          | 7,6                                                          | 5                                                            | 5,1                                                          | 4,8                                                          | 4,8                                                          | 4,6                                                          | 2,3                                                          |

Rysunek 1.1 Piramida populacji – struktura płci i wieku wioski
| I. | OGÓŁEM | OGÓŁEM  | OGÓŁEM            | OGÓŁEM            | OGÓŁEM            | os.     | 1 084   | 538     | 546     |         |         |         |         |         |         |         |         |         |         |         |
| I. | –      | odsetek | odsetek           | odsetek           | odsetek           | %       | 100     | 49,6    | 50,4    |         |         |         |         |         |         |         |         |         |         |         |
| I. | 1.     | W WIEKU | W WIEKU           | W WIEKU           | W WIEKU           | W WIEKU | W WIEKU | W WIEKU | W WIEKU | W WIEKU | W WIEKU | W WIEKU | W WIEKU | W WIEKU | W WIEKU | W WIEKU | W WIEKU | W WIEKU | W WIEKU | W WIEKU |
| I. | 1.     | A.      | Przedprodukcyjnym | Przedprodukcyjnym | Przedprodukcyjnym | os.     | 291     | 135     | 156     |         |         |         |         |         |         |         |         |         |         |         |
| I. | 1.     | A.      | –                 | odsetek           | odsetek           | %       | 26,9    | 12,5    | 14,4    |         |         |         |         |         |         |         |         |         |         |         |
| I. | 1.     | B.      | Produkcyjnym      | Produkcyjnym      | Produkcyjnym      | os.     | 603     | 340     | 263     |         |         |         |         |         |         |         |         |         |         |         |
| I. | 1.     | B.      | –                 | odsetek           | odsetek           | %       | 55,5    | 31,3    | 24,2    |         |         |         |         |         |         |         |         |         |         |         |
| I. | 1.     | B.      | a.                | mobilnym          | mobilnym          | os.     | 416     | 226     | 190     |         |         |         |         |         |         |         |         |         |         |         |
| I. | 1.     | B.      | a.                | –                 | odsetek           | %       | 38,3    | 20,8    | 17,5    |         |         |         |         |         |         |         |         |         |         |         |
| I. | 1.     | B.      | b.                | niemobilnym       | niemobilnym       | os.     | 187     | 114     | 73      |         |         |         |         |         |         |         |         |         |         |         |
| I. | 1.     | B.      | b.                | –                 | odsetek           | %       | 17,2    | 10,5    | 6,7     |         |         |         |         |         |         |         |         |         |         |         |
| I. | 1.     | C.      | Poprodukcyjnym    | Poprodukcyjnym    | Poprodukcyjnym    | os.     | 190     | 63      | 127     |         |         |         |         |         |         |         |         |         |         |         |
| I. | 1.     | C.      | –                 | odsetek           | odsetek           | %       | 17,6    | 5,8     | 11,8    |         |         |         |         |         |         |         |         |         |         |         |

## Dawne części wsi – obiekty fizjograficzne
W latach 70. XX wieku przyporządkowano i opracowano spis lokalnych części integralnych dla Suchowoli zawarty w tabeli 1.

| Nazwa wsi – miasta | Nazwy części wsi – miasta            | Nazwy obiektów fizjograficznych – charakter obiektu |
| ------------------ | ------------------------------------ | --- |
| I. Gromada OSIEK   |                                      | |
| 1. Suchowola       | 1. Górka 2. Pod Osiekiem 3. Podlesie | 1. Dąbrowy – pole 2. Działki – pole 3. Gaj – pole 4. Gajki – pole 5. Jasień – pole 6. Koło Szosy – pole 7. Krzywa – łąka 8. Lizawy – łąka, mokradła 9. Łęczna Góra – las 10. Na Górach – pole 11. Pastwisko pod Granicznikiem – pole 12. Pod Cegielnią – łąka 13. Pod Lasem – pole, krzaki 14. Pod Łęczną Górą – pole 15. Pod Osieczkiem – pole 16. Pod Osiekiem – pole 17. Porąbki – pole 18. Rzeka – potoczek 19. Skały – pole 20. Słonawy – pole 21. Strugi – pole, łąka 22. Strużele – pole 23. Strużki – łąka 24. U Kościelnej Drogi – pole 25. Za Gościńcem – pole 26. Zagaje – pole |